# Régiment de marche
Un régiment de marche est un régiment créé provisoirement, en vue d'opérations militaires, sur la base de recrutements non conventionnels.
Ces recrutements peuvent être opérés de trois manières :
- par des prélèvements sur des unités régulières lorsque celles-ci ne sont pas désorganisées ;
- dans le cas contraire, à partir d'unités désorganisées, de soldats restés en dépôt dans les casernes ou sortant des hôpitaux, de contingents de nouvelles recrues non formées ou de réservistes ;
- enfin par l'enrôlement de contingents étrangers, et dans le cas de l'armée française, de troupes coloniales.

Il existe aussi des bataillons de marche ou des escadrons de marche dont les effectifs sont plus restreints, et parfois des brigades de marche et des divisions de marche regroupant plusieurs régiments.

## Historique
Les unités de marche ont été utilisées au cours du XIXe siècle et du XXe siècle dans les armées françaises, austro-hongroises, allemandes et russes. Il s'agit d'unités provisoires, constituées en dehors de règlements du temps de paix à partir d'éléments très divers.
En France, au XIXe siècle et principalement sous le Premier Empire, on a également utilisé la dénomination régiment provisoire pour désigner un régiment créé par prélèvements sur différentes unités régulières ou à partir des soldats restés en dépôt dans les casernes ; au XXe siècle, seule la dénomination régiment de marche a continué à être utilisée.
En Allemagne et dans les anciens états allemands, ainsi qu'en Russie, on utilise la dénomination régiment combiné pour désigner un régiment créé par des prélèvements sur différentes unités régulières.

## Unités de marche de l'armée française

### Guerres napoléoniennes
Les premiers régiments de marche sont apparus durant les guerres napoléoniennes. La guerre d'Espagne, particulièrement coûteuse en vies humaines, a contraint Napoléon Ier à constituer à partir de 1808 des régiments de marche destinés à compenser ces pertes.
Dans sa correspondance, Napoléon Ier distinguait les régiments provisoires, en attente d'affectation, et les régiments de marche qui étaient mis en marche vers les théâtres d'opérations extérieures ou, en sens inverse, pour regagner les casernements d'origine en métropole.
C'est surtout à partir de 1812 et de la campagne de Russie que l'emploi des régiments de marche s'est généralisé. Ainsi :
- le 29 février 1812, un régiment provisoire (puis de marche) de hussards est formé à Toulouse et à Foix à partir des 1er, 2e, 3e, 4e et 10e régiments de hussards[2] ;
- le 8 mai 1812 est créé le 1er régiment de marche de Paris qui se met en route pour Erfurt et rejoint ensuite Berlin où il est dissous le 16 juin[2] ;
- le 28 mai 1812 est créé un régiment de marche de cavalerie de 1 000 hommes, prélevés sur les dépôts de l'armée d'Espagne, et réunis à Bayonne pour gagner la Russie[2] ;
- le 2 septembre 1812, Napoléon donne l'ordre de former une colonne avec l'infanterie du régiment de marche du 3e corps, et la cavalerie du régiment de marche de cavalerie, du 5e de marche de cavalerie et du 6e de marche de cavalerie en prévision de la bataille de la Moskova.

Lors de la retraite de Russie, des régiments de marche furent constitués pour reconduire à leurs unités d'origine des hommes issus de différents corps, amalgamés provisoirement et ainsi réunis pour la route.

### Expédition d'Espagne et prise d'Alger
Durant l’expédition d’Espagne en avril 1823, des dépôts de corps se rendaient en Espagne sous le nom de régiments provisoires.
Plus tard, lors de l'expédition de 1830 et de la prise d'Alger, des régiments de marche ont été mis en œuvre. Le général Étienne Alexandre Bardin explique dans son Dictionnaire de l'armée de terre qu'ils ont été utilisés parce que les unités d'infanterie légère ne devait compter que deux bataillons formés d'hommes aguerris.
À cette époque, les opinions divergeaient quant à l'utilité des régiments de marche. Si l'administrateur Pierre Agathange Odier en préconisait l'usage dans son Cours d'études sur l'administration militaire publié en 1824, le général Étienne Alexandre Bardin exprimait un avis contraire en écrivant, toujours dans son dictionnaire qui sera publié après sa mort en 1841, que « si dans les mouvements d'une grande guerre et pendant les opérations lointaines, on est forcé de recourir à ce moyen pour alimenter l'armée, cette ressource est détestable administrativement et donne naissance à tous les embarras d'une comptabilité inextricable ».

### Conflits extérieurs du Second Empire

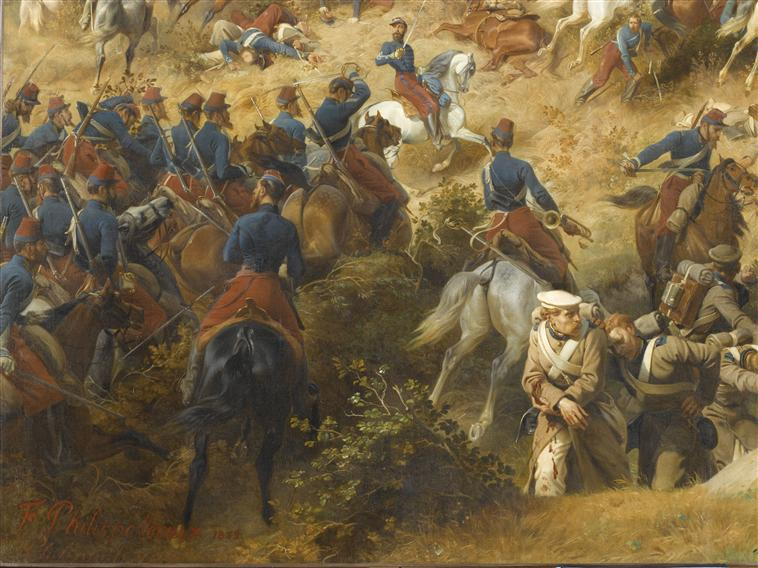
Chasseurs d'Afrique français durant la bataille de Balaklava en 1854.

Les expéditions menées à l'extérieur durant le Second Empire ont eu recours aux régiments de marche.

#### Guerre de Crimée
Des régiments de marche issus de l'armée d'Afrique sont engagés de 1854 à 1856 durant la guerre de Crimée.

#### Intervention française au Mexique
Le corps expéditionnaire français qui débarqua au Mexique le 8 janvier 1862 était essentiellement constitué du 1er régiment de marche fort de 2 000 hommes issus du 1er régiment d'infanterie de marine et du 2e régiment d'infanterie de marine.
Il reçut la même année le renfort du 2e régiment de marche de cavalerie (lieutenant-colonel Margueritte) composé de deux escadrons issus du 12e régiment de chasseurs à cheval et de deux escadrons issus du 3e régiment de chasseurs d'Afrique.

### Guerre franco-allemande de 1870
Le désastre de la guerre franco-allemande de 1870 a conduit les Français à créer dans l'urgence de nombreux régiments de marche.
Les dépôts des régiments d'infanterie et des bataillons de chasseurs envoyèrent aux armées, les quatrièmes bataillons composés principalement d'hommes de la réserve rappelés sous les drapeaux, ces bataillons de circonstance péchèrent surtout par les cadres.
Il a été organisé 97 régiments de marche, numérotés de 1 à 101. Quelques-uns de ces régiments ont changé de dénomination et ont pris, pendant la guerre, des numéros de régiments de ligne. Il a également été créé, plus de 35 bataillons de chasseurs à pied 
Il exista aussi un certain nombre de bataillons de marche, formés en septembre 1870, versés dans les  régiments de marche sauf trois seulement qui ont subsisté pendant toute la campagne : 
- 3e bataillon de Belfort, du 9 octobre 1870  au  9 avril 1871
- 9e et 10e bataillons, de  Longwy, du  1er novembre 1870 au  9 avril 1871

#### Fin du Second Empire
Le 13e Corps d'Armée (général Vinoy) est formé en août 1870 à Paris. Les régiments de marche de ce corps sont constitués de trois bataillons de dépôt appartenant à des régiments différents avec des recrues ou d'anciens soldats rappelés.
Le 5e de marche (colonel Hanrion) et le 6e de marche (lieutenant-colonel du Guiny), avec deux compagnies de marche de chasseurs forment la 1re brigade du général Mattat. Le 7e de marche (lieutenant-colonel Tarayre) et le 8e de marche (lieutenant-colonel Drouet), forment la 2e brigade du général Daudel. Avec trois batteries de 4 et une compagnie du génie, ces deux brigades constituent la 1re division d'infanterie du général d'Exéa.
Le 9e de marche (lieutenant-colonel Miquel de Riu) et le 10e de marche (lieutenant-colonel Damedor de Molans), forment la 1re brigade du général Guérin. Le 11e de marche (lieutenant-colonel Née-Devaux) et le 12e de marche (lieutenant-colonel de Labaume), forment la 2e brigade du général Blaise. Avec trois batteries de 4 et une compagnie du génie, ces deux brigades constituent la 2e division d'infanterie du général de Maud'Huy.
Le 13e de marche (lieutenant-colonel Morin) et le 14e de marche (lieutenant-colonel Vanche), avec deux compagnies de marche de chasseurs forment la 1re brigade du général de Susbielle. Le 35e régiment d'infanterie de ligne (colonel de la Mariouse) et le 42e régiment d'infanterie de ligne (colonel Avril de Lenclos) forment la 2e brigade du général Guilhem. Avec trois batteries de 4 et une compagnie du génie, ces deux brigades constituent la 3e division d'infanterie du général Blanchard.

#### Début de la Troisième République

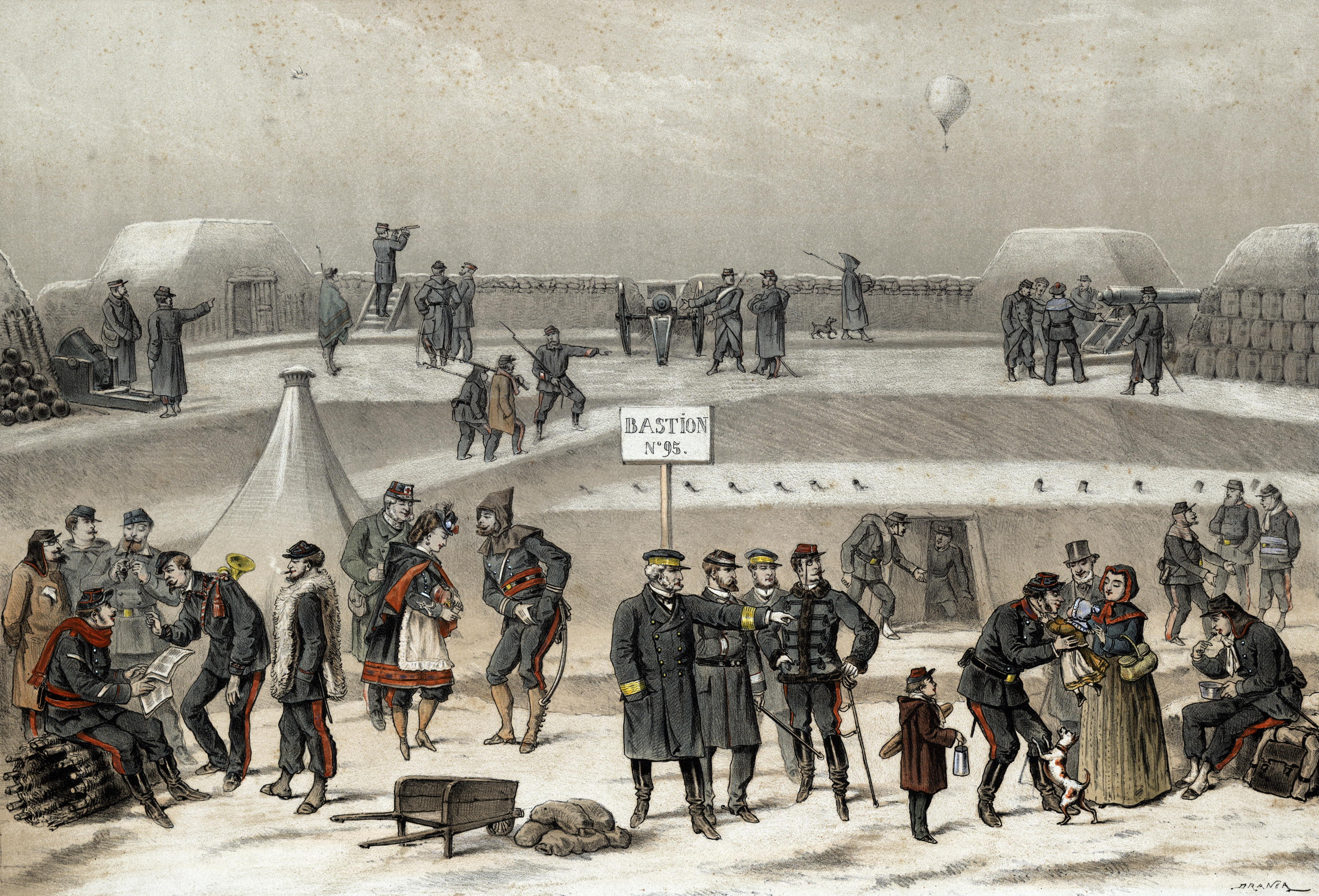
Soldats français dans un bastion assurant la défense de Paris en 1870.

##### Siège de Paris
Après le désastre de Sedan, un gouvernement de la Défense nationale proclame le 4 septembre 1870 la Troisième République et la déchéance de l’Empereur Napoléon III. Le 14e Corps d'Armée (général Renault) est aussitôt formé dans le camp retranché de Paris. Les bataillons de dépôt étant partis, ne restait, dans chaque régiment qu'une compagnie chargée de recevoir les soldats rappelés au drapeau, compagnie dédoublée par la suite. Ces demi-compagnies devait former les régiments du 14e Corps. Chaque régiment nouveau contenait ainsi dix-huit compagnies de corps différents.
Le 15e régiment de marche (lieutenant-colonel Benedetti) et le 16e régiment de marche (lieutenant-colonel Gaduel) avec deux compagnies de chasseurs à pied forment la 1re brigade de marche du général Ladreit de la Charrière qui sera tué le 2 décembre 1870 lors de la défense de Paris.
Le 17e régiment de marche (lieutenant-colonel Sermensan) et le 18e régiment de marche (lieutenant-colonel Beaufort) forment la 2e brigade du général Lecomte. Avec deux batteries de 4 et une section du génie, ces deux brigades constituent la 1re division du général Béchon de Caussade qui trouvera la mort le 9 novembre 1870 lors du siège de Paris.
Le 19e de marche (lieutenant-colonel Collasseau) et le 20e de marche (lieutenant-colonel Niel) avec deux compagnies de chasseurs à pied forment la 1re brigade du général Bocher.
Le 21e de marche (lieutenant-colonel de Vandeuil) et le 22e de marche (lieutenant-colonel Barbe) forment la 2e brigade du général Paturel. Avec deux batteries de 4 et une section du génie, ces deux brigades constituent la 2e division du général d'Hugues.
Le 23e de marche (lieutenant-colonel Dupuy de Podio) et le 24e de marche (lieutenant-colonel Sanguinetti) avec deux compagnies de chasseurs forment la 1re brigade du général Benoît.
Le 25e de marche (lieutenant-colonel Jourdain) et le 26e de marche (lieutenant-colonel Lecerf) forment la 2e brigade du général Courty. Avec deux batteries de 4 et une section du génie, ces deux brigades constituent la 3e division du général de brigade de Maussion.
En dehors des deux corps d'armée, on forma, avec des éléments divers, un régiment de zouaves de marche, le 28e de marche avec les dépôts de la Garde Impériale, les 36e, 37e, 38e et 39e de marche avec les dépôts restés à Paris.

##### Armée de l'Est
En décembre 1870, les différents corps d'armée de l'Armée de l'Est du général de division Bourbaki sont renforcés par des régiments de marche.
Le 15e Corps d'Armée du général de division Martineau des Chenez reçoit :
- le 1er zouaves de marche (lieutenant-colonel Parran) et le 4e bataillon de marche de chasseurs à pied dans la 1re division du général D'Astugue ;
- le 2e zouaves de marche (lieutenant-colonel Chevalier), le 5e bataillon  de chasseurs de marche (Cdt Boudet) et le 30e de marche (lieutenant-colonel Godin) dans la 2e division du général Rebillard ;
- le 6e bataillon  de chasseurs de marche (cdt Regain), le 27e de marche (lieutenant-colonel Péragallo), le 34e de marche (lieutenant-colonel Audouard) et un bataillon du 33e de marche dans la 3e division du général Peytavin ;
- le 1er bataillon de chasseurs de marche (colonel Rouher) et le 1er régiment de cuirassiers (colonel de Renusson d'Hauteville) dans la division de cavalerie du général de Longuerue.

Le 18e Corps d'Armée du général de division Billot reçoit :
- le 9e bataillon  de chasseurs de marche (Cdt N...), le 42e de marche (lieutenant-colonel Couston) et le 44e de marche (lieutenant-colonel Achilli) dans la 1re division du général Feillet-Pilatrie ;
- le 12e bataillon  de chasseurs de marche (Cdt Villeneuve), le 52e de marche (lieutenant-colonel Quénot) dans la 2e division du contre-amiral Penhoat ;
- le 4e zouaves de marche (Colonel de Boisfleury), le 14e bataillon  de chasseurs de marche (Cdt Bonnet) et le 53e de marche (lieutenant-colonel Brenières) dans la 3e division du général Bonnet ;
- le 2e hussards de marche (lieutenant-colonel de Pointis), le 3e lanciers de marche (lieutenant-colonel Renaudot), le 5e dragons de marche (lieutenant-colonel d'Ussel) et le 5e cuirassiers de marche  (lieutenant-colonel De Brécourt) dans la division de cavalerie du général de Brémond d'Ars.

Le 20e Corps d'Armée du général de division Clinchant reçoit :
- le 25e bataillon  de chasseurs de marche (Cdt Bailly) et le 3e zouaves de marche (lieutenant-Colonel Bernard) dans la 2e division du général de brigade Thornton ;
- le 47e de marche (Colonel N...) dans la 3e division du général Ségard.

Le 24e Corps d'Armée du général de division Bressolles reçoit :
- le 15e bataillon de chasseurs de marche et le 63e de marche dans la 1re division du général d'Ariès ;
- le 21e bataillon  de chasseurs de marche (Cdt Hermier), le 60e de marche (lieutenant-colonel Jouneau) et le 61e de marche (lieutenant-colonel Dauriac) dans la 2e division du général Comagny-Thibaudin.

La Réserve générale du capitaine de frégate Pallu de la Barrière reçoit :
- le 29e de marche (lieutenant-colonel Carré) et le régiment de marche d'infanterie de marine (lieutenant-colonel Jean-Pierre-Hubert Coquet) dans la Brigade d'Infanterie ;
- le 1er chasseurs d'Afrique de marche (lieutenant-colonel Gaume) et le 3e dragons de marche (lieutenant-colonel Durdilly) dans la brigade de cavalerie du général de Boério.

### Première Guerre mondiale

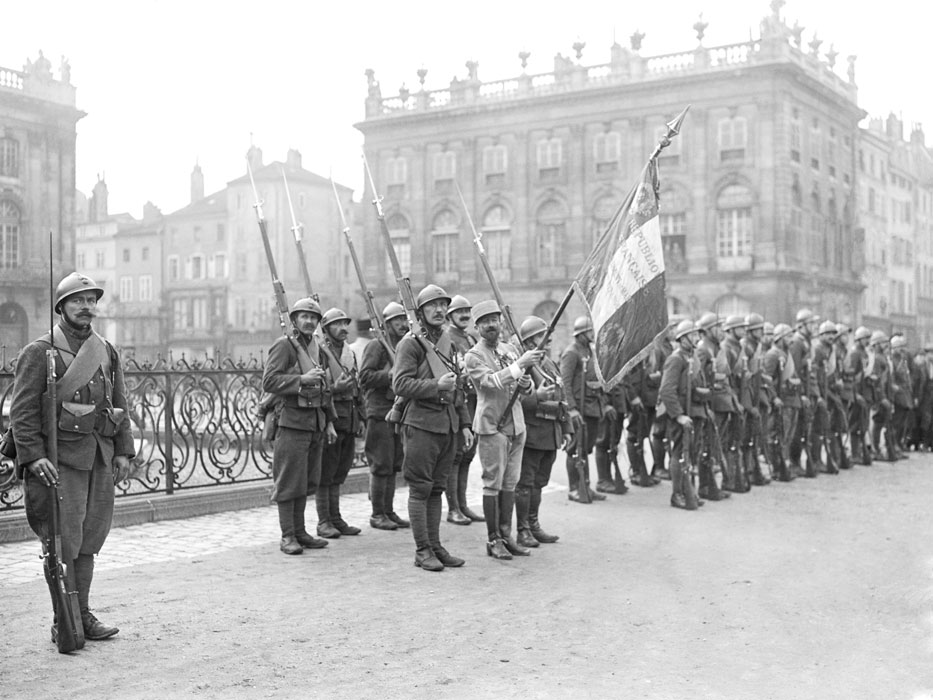
Revue du régiment de marche de la légion étrangère en novembre 1918 à Nancy.

Moins d'un an après le début de la Première Guerre mondiale, le gouvernement a décidé le 25 janvier 1915 de constituer 40 bataillons de marche, soit 2 par région militaire. Ils étaient composés de nouvelles recrues, de soldats restés en dépôt dans leur garnison et de blessés rétablis.
Des régiments de marche sont également créés à partir des troupes d'Afrique, comme le 4erégiment de marche de tirailleurs.

Le 1er régiment étranger de Sidi Bel-Abbès et le 2e régiment étranger de Saida, cantonnés en Algérie, mettent sur pied quatre demi-bataillons destinés à constituer l’ossature des futurs régiments :
- 2e régiment de marche du 1er étranger ;
- 3e régiment de marche du 1er étranger ;
- 4e régiment de marche du 1er étranger ;
- 2e régiment de marche du 2e étranger.

Le régiment de marche de la Légion étrangère (RMLE) est créé le 11 novembre 1915 par fusion du 2e de marche du 1er étranger et du 2e de marche du 2e étranger. Il participe à la bataille de la Somme en 1916 et à la seconde bataille de la Marne en 1918.

### Seconde Guerre mondiale
À l'aube de la Seconde Guerre mondiale, lors de la déclaration de guerre de septembre 1939, un régiment de marche est constitué à partir de trois bataillons des 146e RIF, 156e RIF et 160e RIF, sous les ordres du lieutenant-colonel Vogel pour participer à l'offensive de la Sarre. Il pénètre en Allemagne dans les bois de la Warndt, puis reçoit l'ordre de se retirer après la capitulation de la Pologne.
À la même époque, des régiments de marche de la Légion étrangère ont été constitués pour accueillir les étrangers qui désiraient se battre sous le drapeau français. C'est ainsi que 5 000 Ukrainiens qui ne voulaient endosser ni l'uniforme polonais, ni l'uniforme soviétique, ont été versés aux 21e, 22e, et 23e régiments de marche de volontaires étrangers (RMVE).
Après l'armistice du 22 juin 1940, les unités d'Afrique qui s'étaient ralliées à la France Libre ont été organisées par le général de Gaulle en bataillons de marche agglomérés principalement dans la 1re division française libre. Le 1er régiment de marche de spahis marocains, créé le 24 septembre 1942, est le premier régiment de marche de la France Libre. Le régiment de marche du Tchad, créé en juillet 1943 à partir du régiment de tirailleurs sénégalais du Tchad, premier régiment de la France Libre, s'est illustré de Koufra jusqu'en Allemagne. Grâce à ses faits d'armes, ce régiment est le seul régiment de marche qui n'a pas été dissous à la Libération et qui est toujours en activité sous cette appellation.
À noter enfin que du 1er juillet 1943 jusqu'au 1er juillet 1945, le 3e régiment étranger d'infanterie a repris l'appellation de régiment de marche de la Légion étrangère qui était la sienne du 15 novembre 1915 au 15 novembre 1920.

## Unités de marche des autres armées

### Autriche-Hongrie

#### Corps bavarois
Durant la bataille de Hohenlinden, en décembre 1800, le corps bavarois qui se battait contre la France aux côtés de l'Autriche-Hongrie comportait un régiment combiné de chevau-légers comprenant six escadrons. C'est là l'une des premières apparitions de ce type de régiment.

#### Armée austro-hongroise
L'armée austro-hongroise a utilisé des unités de marche au cours de la Première Guerre mondiale. Les bataillons de marches étaient regroupés dans des régiments de marche, et deux régiments de marche formaient une brigade de marche.

### Allemagne

#### Grand-duché de Bade
Le Grand-duché de Bade, créé en 1806, sous l'impulsion de Napoléon, a fourni en 1808 pour la campagne d'Espagne un régiment d'infanterie combiné qui s'est battu aux côtés des Français et est devenu en 1809 le Linien Infanterie Regiment No 4 (4e régiment d'infanterie de ligne).

#### Royaume de Prusse

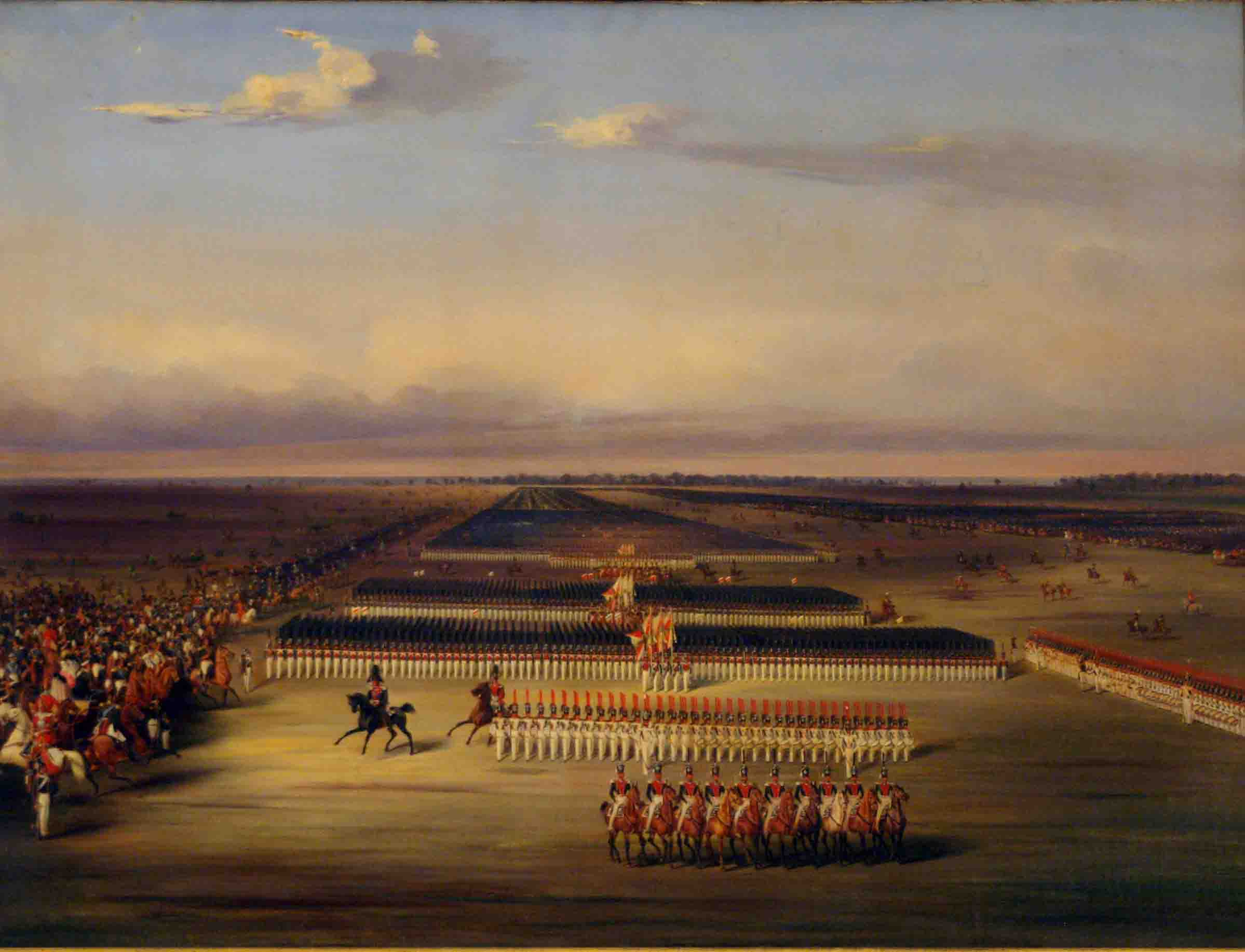
Revue des grandes manœuvres de Kalisch ayant réuni en 1835 des régiments combinés prussiens et russes.

En 1812, le corps auxiliaire prussien était essentiellement formé de régiments combinés composés de bataillons ou d'escadrons issus de différents régiments.
Une fois la paix revenue, la Prusse a continué de mettre en œuvre des régiments combinés lors de ses grandes manœuvres. C'est ainsi, que lors des grandes manœuvres de Kalisch qui réunirent durant l'été 1835 l'armée russe et l'armée prussienne, cette dernière avait fourni deux régiments combinés de cavalerie et un régiment combiné d'infanterie.

#### Empire allemand
Durant la Première Guerre mondiale, l'armée allemande comportait des régiments combinés, tels que le 79.R/85.L, formé à partir de quatre compagnies du 79e régiment d'infanterie de réserve et deux bataillons du 85e régiment d'infanterie de Landwehr.

#### Seconde Guerre mondiale
La Wehrmacht a mis sur pied des bataillons de marche dans l'infanterie et dans la cavalerie au cours de la Seconde Guerre mondiale, de 1943 à 1945.

### Russie
En octobre 1813, lors de la bataille de Leipzig, l'armée de réserve russe de Pologne commandée par Bennigsen comportait un 2e régiment combiné de Uhlans comprenant quatre escadrons.
Dans les années 1830, l'armée impériale russe a pris l'habitude de créer des régiments combinés, formés à partir de plusieurs unités régulières, pour participer à ses grandes manœuvres. Ainsi, lors des grandes manœuvres de Kalisch qui réunirent durant l'été 1835 l'armée prussienne et l'armée russe, la garde impériale russe avait mis en œuvre un régiment combiné de cavalerie et un régiment combiné d'infanterie.